# ناثان بويل
ناثان بويل (بالإنجليزية: Nathan Boyle)‏ هو لاعب كرة قدم بريطاني، ولد في 14 أبريل 1994 في ديري في المملكة المتحدة. لعب مع ديري سيتي.

## وصلات خارجية
- ناثان بويل على موقع قاعدة بيانات كرة القدم.إي يو (الإنجليزية)
- ناثان بويل على موقع Soccerbase.com (لاعب) (الإنجليزية)
- ناثان بويل على موقع Soccerway.com (الإنجليزية)